# Jimmy Jam y Terry Lewis
James "Jimmy Jam" Harris III (nacido el 6 de junio de 1959 en Minneapolis, Minnesota) y Terry Lewis (nacido el 24 de noviembre de 1956 en Omaha, Nebraska) son un equipo de cantautores y productores de música pop y R&B. Ellos han gozado de gran éxito desde la década de 1980 con varios artistas, especialmente con Janet Jackson.

## Historia
La pareja se reunió en la escuela secundaria en Minneapolis y formaron un grupo, llamado Flyte Tyme que evolucionó con el tiempo. En 1981, se les unió un integrante más: Morris Day con quien realizaron una gira con el cantante Prince; ellos eran los encargados de abrir los conciertos. En ese entonces con tres miembros, el grupo grabó tres álbumes (The Time, What Time Is It?, y Pandemonium). Se dice que los primeros álbumes grabados le dieron forma a la música R&B de principios de los 80s. La pareja fue despedida de la gira debido a una ventisca que los dejó incapaz de reincorporarse. Después de un breve descanso regresaron para producir la música de The SOS Band. logrando excelentes resultados ya que una de las canciones que produjeron "Just Be Good to Me" se convirtió en un gran éxito y solidificó su reputación al igual que la de The SOS Band. 
Después de trabajar con varios artistas como The SOS Band, Cherrelle y Alexander O'Neal; Jam y Lewis se presentaron con la cantante Janet Jackson y produjeron su álbum Control (1986). Esto le dio un gran avance, incluso ganaron un Grammy por su trabajo con Janet. También colaboraron en el siguiente álbum de Janet Rhythm Nation 1814 (1989) que fue aún más exitoso.
Desde entonces fundaron la discográfica Perspective Records y trabajaron con artistas de renombre entre los que se destacan Jordan Knight, Michael Jackson, Boyz II Men, The Human League, Usher, Mary J. Blige y Mariah Carey.

## Vida personal
Terry Lewis se casó con la cantante R&B Karyn White con quien tuvo una hija, Ashley Nicole pero actualmente se encuentran divorciados.
Jimmy Jam es el presidente de la National Academy of Recording Arts and Sciences (Academia Nacional de Grabación de Artes y Ciencias).
- Datos: Q1063111